# Florence Vignon
Pour les articles homonymes, voir Vignon.
Florence Vignon est une scénariste et réalisatrice française.

## Biographie
Après des études de comédie à l'ENSATT, Florence Vignon joue sur scène sous la direction entre autres d'Olivier Py, Hervé Tougeron, Geneviève Rosset. A l'écran, elle joue sous celle de Krysztof Kieslowski, Stéphane Brizé, Claude Goretta ou Alain Tasma.
Elle se dirige en parallèle vers l’écriture, d'abord pour la scène, puis pour l'écran. Depuis 1996, elle collabore sur de nombreux projets avec Stéphane Brizé qui lui confie le premier rôle de son long métrage Le Bleu des villes. Elle a depuis écrit avec, entre autres, la réalisatrice iranienne Sepideh Farsi, Claude Mouriéras, Cyril Mennegun, Filippo Meneghetti, Philippe Barassat...
Elle obtient le Bayard du meilleur scénario à Namur en 2009 pour Le Fils de l’épicier d'Éric Guirado, ainsi que le César de la meilleure adaptation en 2010 pour Mademoiselle Chambon, de Stéphane Brizé,.
Elle est nommée avec Stéphane Brizé pour le César du meilleur scénario original en 2013 pour Quelques heures de printemps. Une vie (d'après Maupassant) qu'elle co-écrit également avec Stéphane Brizé, obtient en 2016 le Prix Louis Delluc et le prix de la critique internationale au festival de Venise.
En 2020, elle écrit l'adaptation en trois épisodes du roman Esprit d'hiver de Laura Kasischke pour le réalisateur Cyril Mennegun. La mini-série est diffusée sur ARTE en novembre 2022.
En 2021 elle tourne son premier long-métrage, L'Homme debout, avec Jacques Gamblin et Zita Hanrot, dont elle a adapté le scénario du roman Ils désertent de Thierry Beinstingel. Le film sort le 17 mai 2023.

## Filmographie partielle

### En tant que scénariste ou actrice
- 1987 : Bérénice, court métrage d'après Edgar Allan Poe, de Georges Mourier
- 1996 : L'Œil qui traîne, de Stéphane Brizé (actrice, scénariste)
- 1999 : Le Bleu des villes, de Stéphane Brizé (actrice, scénariste)
- 1999 : Le Premier Pas, (scénariste, Court-métrage)
- 2005 : La Ravisseuse, d'Antoine Santana (scénariste)
- 2006 : Le Coucou, court métrage de Philippe Lasry (actrice, scénariste)
- 2007 : Le Fils de l'épicier, d'Éric Guirado, (scénariste)
- 2009 : Mademoiselle Chambon, de Stéphane Brizé (scénariste)
- 2012 : Quelques heures de printemps, de Stéphane Brizé (scénariste)
- 2013 : Des lendemains qui chantent, de Nicolas Castro (consultante scénario)
- 2015 : Coup de chaud, de Raphaël Jacoulot (consultation scénario)
- 2016 : On ment toujours à ceux qu'on aime, de Sandrine Dumas (collaboration)
- 2017 : Une Vie, de Stéphane Brizé (scénariste)
- 2016 : Deux, de Filippo Meneghetti[5] (collaboration scénario)
- 2021 : L'Homme debout, réalisé par Florence Vignon (réalisatrice, scénariste) (sorti en 2023)
- 2022 : Esprit d'hiver, de Cyril Mennegun

### Réalisatrice
- 1999 : Le Premier Pas (court métrage)
- 2021 : L'Homme debout (sorti en 2023)

## Distinctions

### Récompenses
- Festival du cinéma américain de Deauville 1999 : Prix Michel-d'Ornano pour Le Bleu des villes
- César 2010 : César de la meilleure adaptation, avec Stéphane Brizé, pour Mademoiselle Chambon

### Nomination
- César 2013 : César du meilleur scénario original, avec Stéphane Brizé, pour Quelques heures de printemps